# يوهانس فريدريك
يوهانس فريدريك (بالألمانية: Johannes Friedrich)‏ هو قسيس ألماني، ولد في 20 يونيو 1948 في بيلفلد في ألمانيا.

## وصلات خارجية
- جوهانس فريدريش على موقع مونزينجر (الألمانية)